# Oorlog van de Koe
De Oorlog van de Koe of Koeienoorlog (Frans: Guerre de la Vache) was een feodaal gewapend conflict dat tussen 1275 en 1280 werd gevoerd op het grondgebied van het huidige België. Het begon met één gestolen koe en het eindigde in een oorlog waarin vijftienduizend mensen het leven lieten en zestig dorpen in de Condroz werden verwoest. 

## Aanleiding en motieven
De aanleiding was de diefstal van een koe in Ciney (toen de hoofdplaats van de Condroz) door een man uit Jallet (in de heerlijkheid Goesnes) en het herkennen van de gestolen koe op de jaarmarkt van Andenne (behorend tot het graafschap Namen). De eerste plaatsen behoorden aan de prins-bisschop van Luik en de laatste aan de markgraaf van Namen. Het moeilijke machtsevenwicht tussen deze landsheren en de conflicterende ambities van hun ambtenaren sleepten hele bevolkingsgroepen mee in een oorlog. Ook de hertog van Brabant en de hertog van Luxemburg, evenals hun respectieve vazallen, raakten betrokken.

## Verloop
In 1275 organiseerde Gwijde van Dampierre, markgraaf van Namen en graaf van Vlaanderen, een toernooi tijdens de jaarmarkt van Andenne. De omvang van het evenement met de adellijke deelnemers vereiste dat er een markt werd georganiseerd om deze gasten te kunnen ontvangen. Een zekere Engoran, een boer uit Jallet (onderhorige van de heer van Goesnes dat afhing van het prinsbisdom Luik), bracht de koe, gestolen van een zekere Rigaud de Corbion in Ciney, naar die markt in Andenne (horend bij Namen). De dief, die wist dat het feodale recht enkel van toepassing was binnen het rechtsgebied waar het misdrijf was gepleegd, hoopte zonder grote gevolgen te kunnen profiteren van zijn diefstal. 
De eigenaar van het vee, die zijn dier herkende, meldde dit aan Jean de Halloy, baljuw van de Condroz, die ter gelegenheid van het toernooi in Andenne was. Omdat Andenne buiten zijn jurisdictie viel, raadde hij Engoran aan om de koe terug te brengen naar waar hij die gestolen had, waardoor dit zonder gevolg zou blijven. Anders zou hij hem aanhouden zodra hij weer in het gebied van de Condroz kwam (wat hij moest doen omdat hij er woonde). Engoran deed wat afgesproken was, maar zodra hij weer op grond van de Condroz was, hielden de mannen van de baljuw die hem vergezelden en die weer in hun rechtsgebied waren hem aan en hingen hem op aan een boom.
Dit mishaagde de heerlijkheid Goesnes en zijn heer Jean de Goesnes, die het gezag had over zijn boeren en die ook baljuw van de Condroz wilde worden in de plaats van baljuw Jean de Halloy. Daarop organiseerden zijn neven Nicolas en Richard II de Beaufort in 1275 samen met de heren van Celles en Spontin een strafexpeditie en vernietigden ze het kasteel van Halloy. Jean de Halloy reageerde met het in brand steken van het land van Goesnes. De heerlijkheid van Goesnes – hoewel ondergeschikt aan Luik – vroeg om hulp van de markgraaf van Namen, Gwijde van Dampierre. Die betrok het hertogdom Luxemburg bij het conflict, aangezien hij was getrouwd met Isabelle, de dochter van graaf Hendrik V van Luxemburg. 
Namenaars en Luxemburgers belegerden Ciney. De verdedigers werden allemaal levend verbrand in de kerk. De prins-bisschop van Luik, Johan van Edingen (Jan III), had ondanks de smeekbeden om hulp van de Condruziërs niet verwacht dat die het onderspit zouden delven. De Luikenaars zelf kwamen in opstand wegens de passieve houding van de prins-bisschop. Om hem te vervangen kozen zij Bouchard van Henegouwen als momboor en die verzamelde de vazallen van de prins-bisschop om wraak te nemen. Vooral die van Dinant gingen op weg om Spontin aan te vallen.

## Resultaat
De Oorlog van de Koe eindigde in 1280 na tussenkomst van de koning van Frankrijk, Filips III van Frankrijk, wiens arbitrage werd gevraagd door de oorlogvoerende partijen, die uitgeput waren na drie jaar strijd zonder uitzicht op een overwinning voor de ene of de andere partij. De koning zorgde voor een terugkeer naar de orde die bestond vóór de vijandelijkheden.